# Wakizaka Yasuharu
En aquest nom japonès, el cognom és Wakizaka.
Wakizaka Yasuharu (胁坂安治, 1554 - 26 de setembre de 1626) va ser un dàimio de l'illa Awaji durant el període Sengoku de la història del Japó.
Yasuharu va servir originalment sota les ordres d'Akechi Mitsuhide, un vassall d'Oda Nobunaga. El 1581 va ser un dels comandants que va liderar les tropes de Nobunaga durant el setge de Hijiyama. L'any següent, Mitsuhide traí Nobunaga, esdeveniment conegut com l'incident de Honnō-ji i dues setmanes més tard va ser vençut a la batalla de Yamazaki.
Yasuharu es va unir llavors a Toyotomi Hideyoshi, que s'havia convertit en una de les principals figures sota el comandament de Nobunaga. Després de la batalla de Shizugatake de 1583, va ser reconegut com una de les "Set Llances de Shizugatake" pel seu acompliment militar durant el conflicte bèl·lic. Yasuharu va ser premiat amb un han a l'illa Awaji valorat en 30.000 koku el 1585.
Es va convertir en comandant de part de la flota de Hideyoshi per la qual cosa va prendre part de les campanyes de Kyūshū de 1587, el Lloc d'Odawara (1590) i les invasions japoneses de Corea.
Durant la desastrosa invasió a Corea, Yasuharu va trobar múltiples derrotes en contra de l'almirall Yi Sun-sin. Això no obstant, la més notable durant la batalla de Hansen, on va perdre la seva flota completa i gairebé 10.000 soldats.
El 1600, Wakisaka estava disposat a lluitar del costat de Tokugawa Ieyasu, però es va veure obligat a unir-se al bàndol d'Ishida Mitsunari, pel fet que aquest va incrementar l'exèrcit de Yasuharu quan va romandre a Osaka. El 21 d'octubre durant el desenvolupament de la batalla de Sekigahara, Yasuharu va canviar de bàndol junt amb Kobayakawa Hideaki i va derrotar les forces d'Otani Yoshitsugu, amb el que va contribuir a la victòria de Tokugawa.
Després de la batalla, Tokugawa va permetre que Yasuharu continués governant el seu domini d'Awaji. En anys posteriors se li va donar altre han, en Ozu, a la província d'Iyo, equivalent a 53.000 koku.
El seu fill, Wakisaka Yasumoto, va heretar els dominis del seu pare després de la seva mort el 1626.